# Maria-Sibylla Lotter

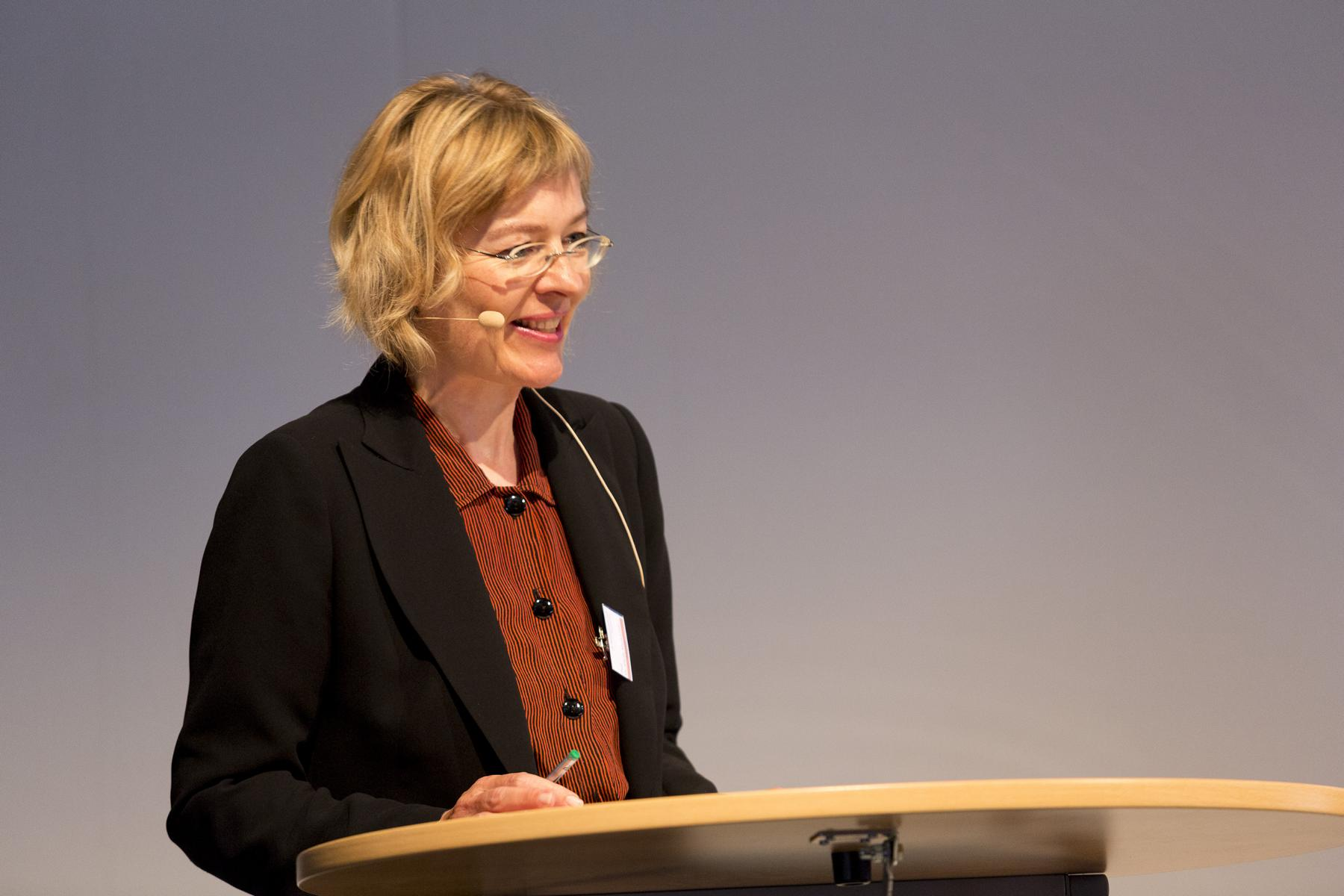
Maria-Sibylla Lotter (Philosophicum Lech 2014)

Maria-Sibylla Lotter (* 9. August 1961 in Kassel) ist eine deutsche Philosophin und Kolumnistin.

## Leben
Lotter studierte als Stipendiatin des Evangelischen Studienwerks Villigst in Freiburg im Breisgau, Berlin und St. Louis Philosophie, Religionswissenschaft und Ethnologie. 1994 wurde sie an der TU Berlin mit einem Thema zu Alfred North Whitehead promoviert. Zwischen 1989 und 1999 lehrte sie als wissenschaftliche Mitarbeiterin in Berlin und Heidelberg. Anschließend lehrte sie an verschiedenen Universitäten in Deutschland und der Schweiz und schloss 2010 die Habilitation an der Philosophischen Fakultät der Universität Zürich ab. Lotter wurde 2014 an die Ruhr-Universität Bochum als Professorin für Ethik und Ästhetik berufen. Sie schreibt regelmäßig Kolumnen zum Tagesgeschehen für die Rheinische Post und hat eine Reihe von Artikeln zu kultur- und wissenschaftspolitischen Fragen in der ZEIT und der NZZ veröffentlicht. Sie ist Mitglied der Heterodox-Akademy und des PEN Berlin. 2021 war sie Gründungsmitglied des Netzwerks Wissenschaftsfreiheit, aus dem sie 2024 wieder ausgetreten ist.

## Schriften (Auswahl)
- Maria-Sibylla Lotter: Schuld und Respekt. Über die Praxis von Vergeltung und Versöhnung (= suhrkamp taschenbuch wissenschaft. Nr. 2407). Suhrkamp, Berlin 2024, ISBN 978-3-518-30007-7.
- Hrsg.: Probleme der Streitkultur in Demokratie und Wissenschaft. Baden-Baden: Karl Alber, 2023, ISBN 978-3-495-49262-8.
- Hrsg. mit Saskia Fischer: Guilt, Forgiveness and Moral Repair, London: Palgrave Macmillan, 2022, ISBN 978-3-030-84609-1.
- Hrsg. mit Eike Brock: Besser geht's nur in der Komödie. Cavell über die moralischen Register von Literatur und Film. Mit Beiträgen von Eike Brock, Elisabeth Bronfen, Lorenz Engell, Josef Früchtl, David Gern, Michael Hampe, Lars Leeten, Dimitri Liebsch, Maria-Sibylla Lotter, Ludwig Nagl und Jochen Schuff. Kulturphilosophische Studien, hrsg. v. Volker Steenblock und Hans-Ulrich Lessing, Freiburg: Karl Alber, 2019, ISBN 978-3-495-49021-1.
- Die Lüge: Texte von der Antike bis in die Gegenwart. Stuttgart, Reclam, 2017, ISBN 978-3-15-019474-4.
- Hrsg. mit Volker Steenblock: Ethik und Kunst. Sonderband Zeitschrift für Didaktik der Philosophie und Ethik, 2015.
- Scham, Schuld, Verantwortung. Über die kulturellen Grundlagen der Moral. Berlin: Suhrkamp, 2012
  - Diesseits von Freiheit und Autonomie. Philosophische Untersuchungen zu den Grundlagen und kulturellen Kontexten von Verantwortung und Personalität. [Titel der Habilitationsschrift]
- Stanley Cavell: Cities of Words. Ein moralisches Register in Film, Literatur und Philosophie. Übersetzung Maria-Sibylla Lotter. Zürich: Chronos, 2010
- mit Michael Hampe (Hrsg.): „Die Erfahrungen, die wir machen, sprechen gegen die Erfahrungen, die wir haben“. Über Formen der Erfahrung in den Wissenschaften. Duncker & Humblot: Berlin, 2000
- Gesetze und Personen: über die Erkenntnis und Distanzierung von sozialen und kulturellen Regeln. Universität Kassel, Interdisziplinäre Arbeitsgruppe für Philosophische Grundlagenprobleme der Wissenschaften und der Gesellschaftlichen Praxis, 2000
- Hrsg.: Normenwandel und Normenbegründung in Gesellschaft und Recht. Tagungsband. Baden-Baden: Nomos, 1999
- Die metaphysische Kritik des Subjekts. Eine Untersuchung von Whiteheads universalisierter Sozialontologie. Hildesheim: Olms, 1996, ISBN 978-3-487-10155-2. [Dissertation 1994]